# Kalliokari (ö i Birkaland, Nordvästra Birkaland)
Kalliokari är en ö i Finland. Den ligger i sjön Liesijärvi och i kommunen Parkano i den ekonomiska regionen  Nordvästra Birkalands ekonomiska region  och landskapet Birkaland, i den sydvästra delen av landet, 220 km norr om huvudstaden Helsingfors. Öns area är 0,2 hektar och dess största längd är 60 meter i öst-västlig riktning.